# Controle do centro (xadrez)
|   | a                               | b                               | c                               | d                               | e                               | f                               | g                               | h                               |   |
| 8 | d4 branco peão · e4 branco peão | d4 branco peão · e4 branco peão | d4 branco peão · e4 branco peão | d4 branco peão · e4 branco peão | d4 branco peão · e4 branco peão | d4 branco peão · e4 branco peão | d4 branco peão · e4 branco peão | d4 branco peão · e4 branco peão | 8 |
| 7 | d4 branco peão · e4 branco peão | d4 branco peão · e4 branco peão | d4 branco peão · e4 branco peão | d4 branco peão · e4 branco peão | d4 branco peão · e4 branco peão | d4 branco peão · e4 branco peão | d4 branco peão · e4 branco peão | d4 branco peão · e4 branco peão | 7 |
| 6 | d4 branco peão · e4 branco peão | d4 branco peão · e4 branco peão | d4 branco peão · e4 branco peão | d4 branco peão · e4 branco peão | d4 branco peão · e4 branco peão | d4 branco peão · e4 branco peão | d4 branco peão · e4 branco peão | d4 branco peão · e4 branco peão | 6 |
| 5 | d4 branco peão · e4 branco peão | d4 branco peão · e4 branco peão | d4 branco peão · e4 branco peão | d4 branco peão · e4 branco peão | d4 branco peão · e4 branco peão | d4 branco peão · e4 branco peão | d4 branco peão · e4 branco peão | d4 branco peão · e4 branco peão | 5 |
| 4 | d4 branco peão · e4 branco peão | d4 branco peão · e4 branco peão | d4 branco peão · e4 branco peão | d4 branco peão · e4 branco peão | d4 branco peão · e4 branco peão | d4 branco peão · e4 branco peão | d4 branco peão · e4 branco peão | d4 branco peão · e4 branco peão | 4 |
| 3 | d4 branco peão · e4 branco peão | d4 branco peão · e4 branco peão | d4 branco peão · e4 branco peão | d4 branco peão · e4 branco peão | d4 branco peão · e4 branco peão | d4 branco peão · e4 branco peão | d4 branco peão · e4 branco peão | d4 branco peão · e4 branco peão | 3 |
| 2 | d4 branco peão · e4 branco peão | d4 branco peão · e4 branco peão | d4 branco peão · e4 branco peão | d4 branco peão · e4 branco peão | d4 branco peão · e4 branco peão | d4 branco peão · e4 branco peão | d4 branco peão · e4 branco peão | d4 branco peão · e4 branco peão | 2 |
| 1 | d4 branco peão · e4 branco peão | d4 branco peão · e4 branco peão | d4 branco peão · e4 branco peão | d4 branco peão · e4 branco peão | d4 branco peão · e4 branco peão | d4 branco peão · e4 branco peão | d4 branco peão · e4 branco peão | d4 branco peão · e4 branco peão | 1 |
|   | a                               | b                               | c                               | d                               | e                               | f                               | g                               | h                               |   |

Controle do centro é uma importante estratégia posicional envolvendo o centro do tabuleiro de xadrez e utilizada largamente na teoria enxadrística.

## Conceito e importância
Esta estratégia consiste em posicionar peões ou peças de forma que elas controlem diretamente (com o uso de peões) ou à distância (com o uso de peças) as quatro casas centrais do tabuleiro (d4, e4, d5 e e5, em notação algébrica). Entretanto, uma peça sendo colocada em uma casa central não significa necessariamente que ela controla o centro (por exemplo, um cavalo posicionado em uma das casas centrais não controla nenhuma casa central, uma vez que ataca apenas as casas em volta do centro.
O controle do centro é importante porque as batalhas táticas freqüentemente ocorrem nas casas centrais, de onde as peças podem acessar a maioria das outras regiões do tabuleiro eficientemente.
As aberturas e defesas enxadrísticas tentam controlar o centro ao mesmo tempo que procuram desenvolver as suas peças. As aberturas e defesas hipermodernas procuram controlar o centro à distância com bispos e cavalos, enquanto que as ortodoxas procuram controlar o centro diretamente com o uso de peões.